# Базаніт
Базані́т — магматична гірська порода, що складається з плагіоклазу, олівіну, авгіту, а також лейциту, нефеліну.
Використовують для кам'яного литва та як облицьовувальний матеріал.